# Poplawští
Poplawští (polsky Poplwascy či herb szlachecki Poplawski) je šlechtický rod, který původně patřil mezi starou polskou šlechtu. Jméno rodu bylo v různých dobách zapisováno též jako Popławski, Poplawsky, Poplawczy či Poplavski.
Kvůli územním změnám v novodobé historii polského území se však Poplawští řadí také mezi šlechtu litevskou, ruskou a dalších zemí. Změnou sídla rodové linie jsou Poplawští zaznamenáni také na území Moravy a Čech.

## Historie
Poplawští jsou součástí erbovních rodů Trzaska, Rola, Drzewica, Bialina, Jastrzebiec, Slepowron a Ostroja. Většina z uvedených rodů byla ustanovena polským králem Boleslavem Chrabrým (992–1025), který byl též králem českým.

### Erby

Poplawští erbu Trzaska
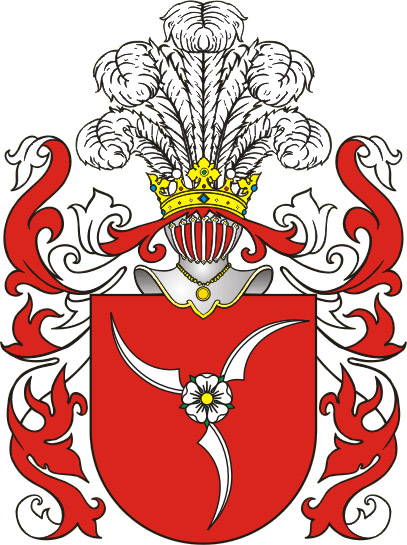
Poplawští erbu Rola
Poplawští erbu Drzewica
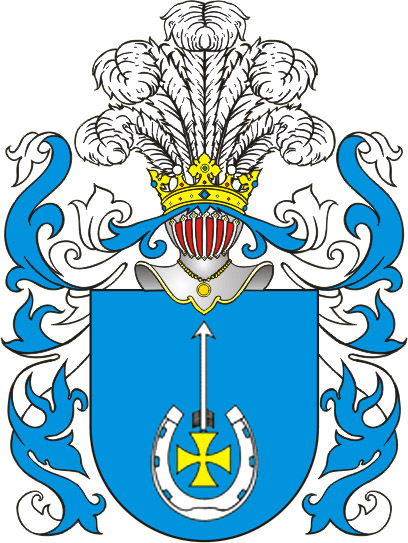
Poplawští erbu Bialinia
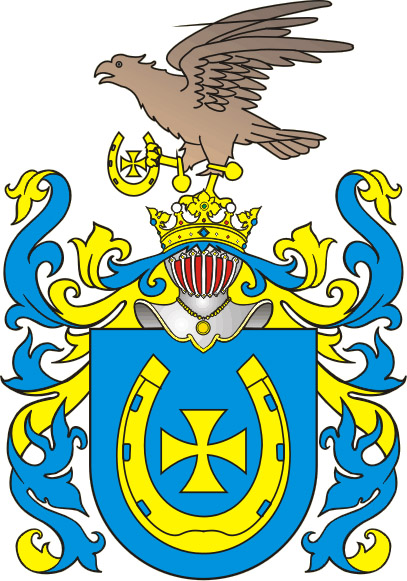
Poplawští erbu Jastrzebiec
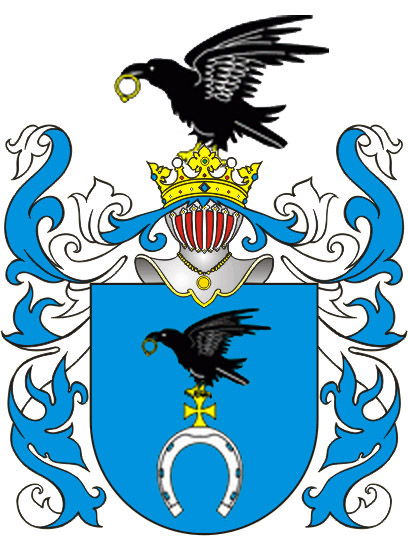
Poplawští erbu Slepowron
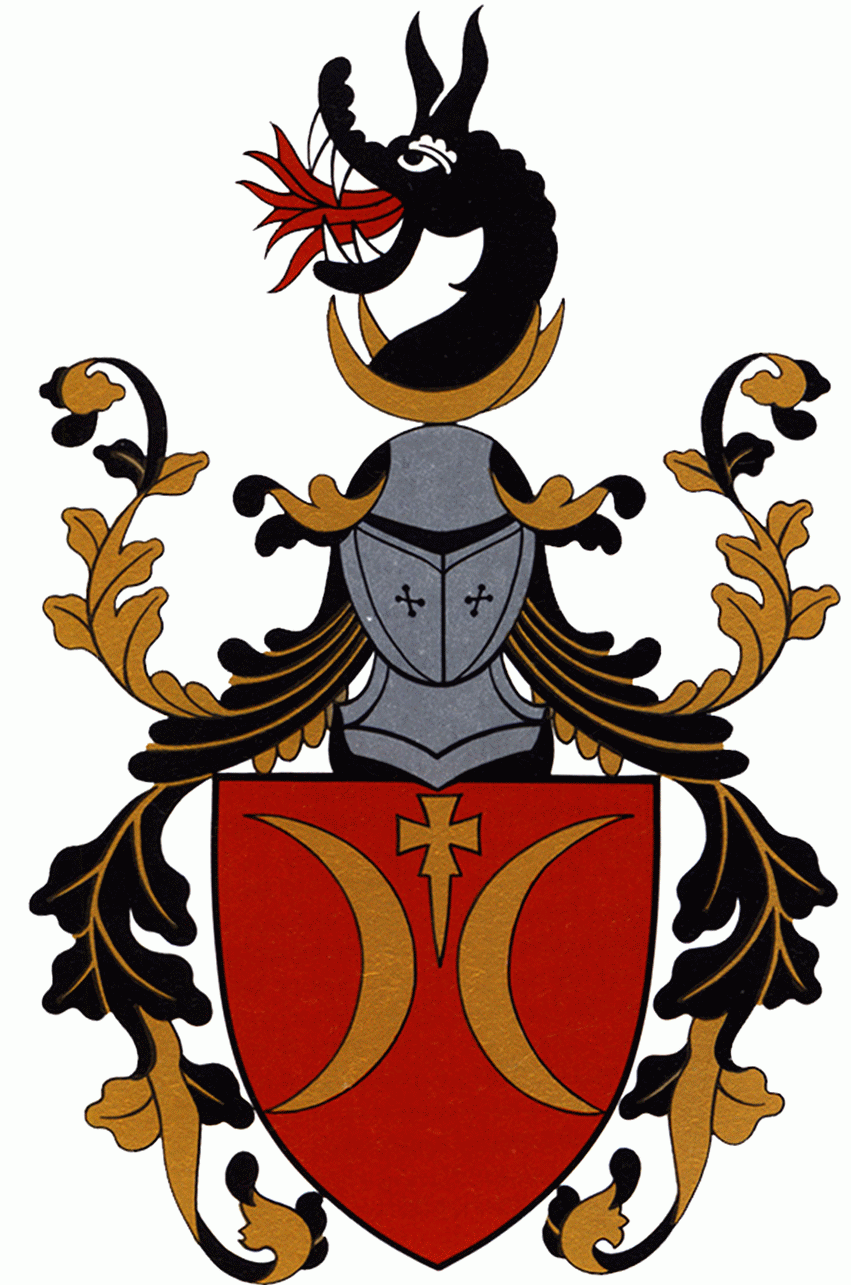
Poplawští erbu Ostroya
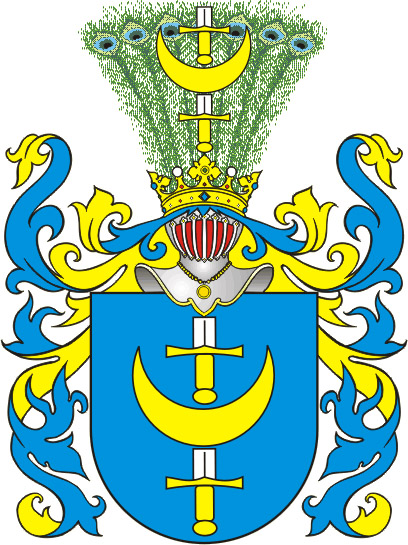
Erb linie Trzasků, meče mířící vzhůru

### Erb Trzaska / Lubiewa, legenda
Tento erb byl udělen rytíři jménem Trzaska králem Boleslavem Chrabrým (992–1025), jenž v bitvě svým mečem odrazil nepřátelský útok na královu osobu. Pak sám zaútočil na nepřítele a vší silou ťal po jeho krku, ale jeho meč se zlomil až u rukojeti. Když to král spatřil dal mu svůj meč, kterým Trzaska znovu bojoval proti přesile nepřátel. Odrážel rány a sekal takovou silou, že mu pukl i druhý meč. Po boji zůstal kolem krále velký kruh z mrtvých nepřátelských těl. Jako odměnu za odvahu a velké srdce mu král dal erb v této podobě dvou zlomených mečů. Erb Trzaska se také nazývá Lubiewa, protože rytíř měl v držení klášter Lubin ve Velkém Polsku, kde se tři členové jeho rodu, jeden po druhém, stali opaty. Na památku této podpory použil klášter erb Trzaska na svém štítu.

Erby Trzaska, varianty od roku 1296
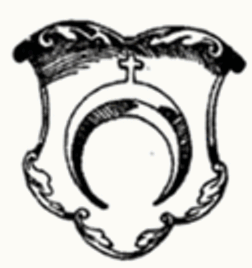
Err Trzaska 1296, vyobrazení s otočeným měsícem a křížem
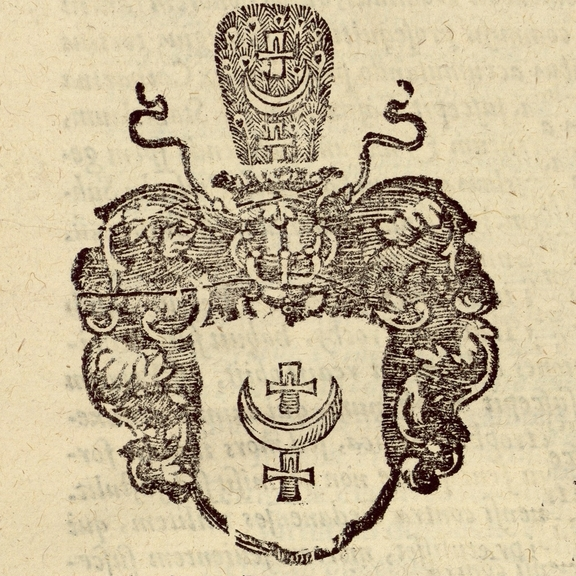
Erb Trzaska, Litva 1418, hroty obou mečů jsou otočeny vzhůru
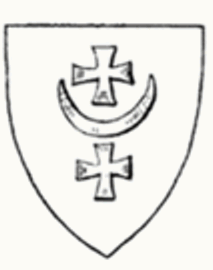
Erb Trzaska 1519, vyobrazení se dvěma kříži místo mečů
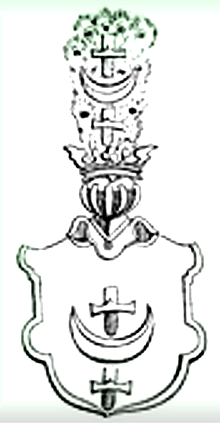
Erb Trzaska Polsko 1584, hroty mečů směřují nahoru

## Poplawští v Carském Rusku
Po trojím dělení Polska (1772–1795) a obsazení části území Polska Ruskem, se některé rodové linie Poplawských stali šlechtou na území Carského Ruska. Poplawští zůstali věrní katolickému vyznání jak na území Carského Ruska, tak v dalších zemích i při pozdějších změnách různých režimů.

### Ivan Bartolomějevič Poplawský, (hrabě Poplawský)

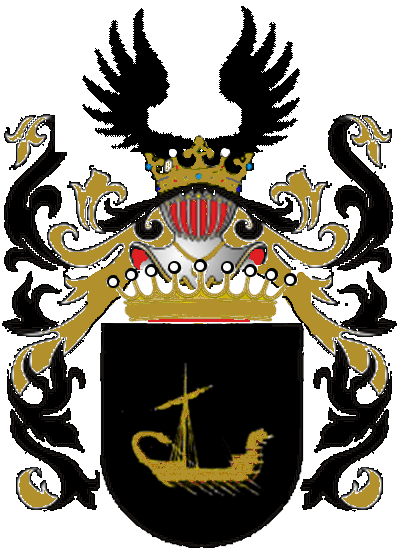
Erb hrabat Poplawských (1855)

1. února 1822 – 31. října 1893, vyznání: římský katolík
Pocházel z aristokratické rodiny dědičné Polské šlechty. Za svou aktivní účast při Polském povstání byli Poplawští vypovězeni do vyhnanství na Sibiř. Od roku 1848, po dokončení Imperiální Kazaňské univerzity, Fakulty filologie sloužil jako úředník ve východní Sibiři až do roku 1851. Od roku 1852 do roku 1863 působil v Zabajkalsku. V roce 1858, se oženil s dědičnou šlechtičnou římskokatolické vyznání, Jadwigou Iosifovnou, rozenou Ventskovskou, majitelkou továren v oblasti Chudovo Novgorod a čajových plantáží ve městě Gudauta v Abcházii.
I přes vypovězení do vyhnanství se stal veřejným činitelem a oceňovaným státním úředníkem.

#### Kariéra
Od roku 1850 byl poradcem regionálního odboru v Čitě. Od roku 1852 do 1863 působil v krajském úřadu Zabajkalska. Od roku 1880 byl člen společnosti pro poskytování grantů pro studenty na východní Sibiři. Od roku 1863 do roku 1865 byl vicehejtmanem Zabajkalska. Od roku 1865 do roku 1887 zastával pozici výkonného úředníka pro výběry daní v hlavním odboru Úřadu Východní Sibiře v Irkutsku. Od 28. listopadu 1872 do roku 1875 a od roku 1877 do 12. září 1885 byl členem městské rady Irkutsku.

#### Ocenění
V roce 1855 byl Poplawský potvrzen carem Mikulášem I. ve stavu šlechtickém podle části IV. Knihy starého království kmenové šlechty v Polsku, schválené Ministerstvem heraldiky správního Senátu Ruského Impéria. Roku 1855 přijal titul hraběte Ruské říše a Polského království s erbem a právem dědičným. Pro věrnou službu panovníku a pro dobro vlasti se stal rytířem řádu sv. Vladimíra 4. stupně, jeho motto znělo „Čest a sláva„. V roce 1858 se stal rytířem řádu sv. Anny 3. stupně„ motto “Milovat pravdu, zbožnost a věrnost„ za zvláštní zásluhy, pracovitost a obětavost. Rytíř 2 stupně, řádu sv. Stanislava „ v roce 1862 11. stupeň s korunou, v roce 1867 „Červený kříž“, v roce 1874, „Pro blaho raněných a nemocných vojáků„ 1. stupeň, pro Polskou začleněnou šlechtu, motto “Podpora prospěšných„ udělen řád na šerpě „Vladimir„. V roce 1887 odešel do důchodu v hodnosti Státního tajemníka s právem nosit uniformu s udělenými vyznamenáními a ctí. Zemřel 31. října 1893 v Petrohradu, byl pohřben na římskokatolickém hřbitově „Vyborg Side“ s nápisem na hrobce v polštině.
Děti s manželkou Jadwigou: Ivan/Jan Poplawský, nar. v Čitě 1859–1935, Josef Bartholoměj, nar. v Čitě 1861–1931, Jadwiga-Boreslavna nar. v Irkutsku 1863–1864, Josef Poplawski, nar. v Irkutsku 1865–1942, Margaret, nar. v Irkutsku 1869–?, Žofie, nar. v Irkutsku 1873–?, Witold-Serafim, nar. v Irkutsku 1880–1918.

#### Zajímavé zmínky o I. B. Poplawském
B. Dybowski (1833–1930), slavný Polský spisovatel a přírodovědec, zoolog, vědec, profesor na Lvovské univerzitě od roku 1883, později členem Akademie věd SSSR (1928). Který byl také vyhoštěn k Carem Ruské říše na východní Sibiř, za účast v Polském osvobozeneckého povstání (1793–1794). Ve svých pracích, popisuje přírodní prostředí a faunu jezera Bajkal, povodí Armuru a Kamčatky a také se opakovaně zmiňuje o Poplawském, s velkou vděčností a uznáním za přízeň a za účinnou pomoc při provádění vědeckého výzkumu.
Poplawský podporoval a aktivně pomáhal vypovězeným do sibiřského vyhnanství, polským rebelům, mluvčím proti carskému režimu a agrárníkům (1863–1864). Měl také blízko k ruským „šlechtickým“ revolucionářům „Děkabristům“. Hnutí, které vedlo první ozbrojené akce v prosinci 1825, po smrti Alexandra I. na konstituční monarchii, proti autokracii a nevolnictví.

### Ivan/Jan Ivanovič Poplawski,
nar. 1859–1935, dědičný šlechtic, vyznání: římský katolík
Od roku 1879 do roku 1881 studoval na Lékařské fakultě Univerzity ve Varšavě a za vynikající studijní výsledky byl v roce 1882 převeden do Petrohradské carské zdravotnicko-chirurgické akademie, která byla řízena ministerstvem vnitra a přizpůsobena potřebám armády. Absolvoval se „zlatou medailí“ v roce 1884. V roce 1885 složil zkoušku v Paříži na „zlatou medaili“ k titulu doktora 1. kategorie. V roce 1886 kandidát lékařských věd a od roku 1891 specialista vnitřních a nervových nemocí. V roce 1891 až 93 jmenován lékařem nadřízených vojenských jednotek ve městech Narva a Jamburg. V roce 1893 až 1900 člen komise lékařů vnitřních a nervových onemocnění, vedoucí ambulance v nemocnici pro duševně nemocné sv. Mikuláše Divotvorce v Petrohradě. V roce 1900, ze své pozice v nemocnici sv. Mikuláše pro duševně nemocné, spolu s primářem, Chechottem Otto Antonovičem a dalšími, pomohli k útěku členu polské sociálně demokratické strany Józefu Piłsudskému, který byl u nich umístěn na lékařské posouzení po svém zatčení v Lodži, když předstíral duševní chorobu. Piłsudski (budoucí maršál) měl pak významnou roli v založení nezávislé Polské republiky. V roce 1900, po útěku Józef Piłsudského byl Poplawski donucen k rezignaci a začal soukromou praxi jako lékař – diagnostik. V roce 1900 se oženil s dědičnou šlechtičnou Olgou rozenou Jurkiewiczovou (1882–1933)

## Rodová linie Poplawski v Čechách
Nejstarší potvrzený záznam o Poplawských v Českých zemích je z roku 1558. Jde o spor ohledně narození a pobytu mimo Polské království v Podlesí na Moravě, Zikmund II. polský král a velkokníže litevský vydal rozhodnutí o uznání šlechtictví. Jaroslav Kučera von Poplawski, David Ludwig Kučera von Poplawski, sňatkem 2002, Jana Kučerová, von Poplawská, roz. Vavrušková, děti: Leona Anna, Laura Anastasia.
Poznámka: Na území rakousko-uherské monarchie používán šlechtický predikát „von“ s hraběcím titulem
Pokračující rodová linie v Česku. Vzhledem k zákonu č. 61/1918. (zákaz používání šlechtických titulů) bez použití predikátu a rodového jména na veřejných listinách a dokumentech v Čechách. Neumožněn matriční zápis.

"Šlechtické
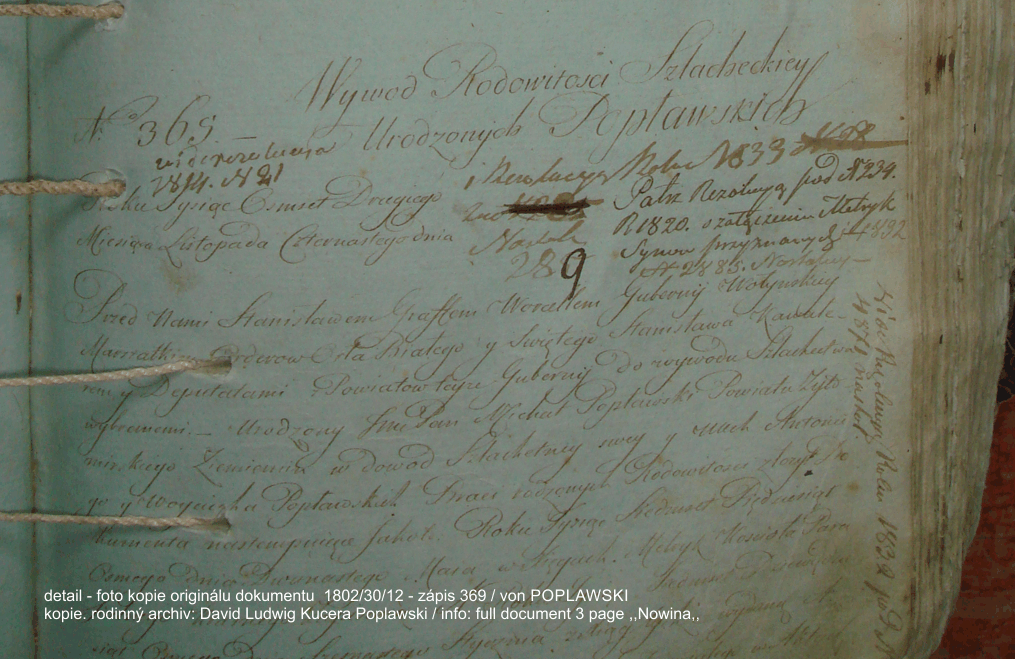
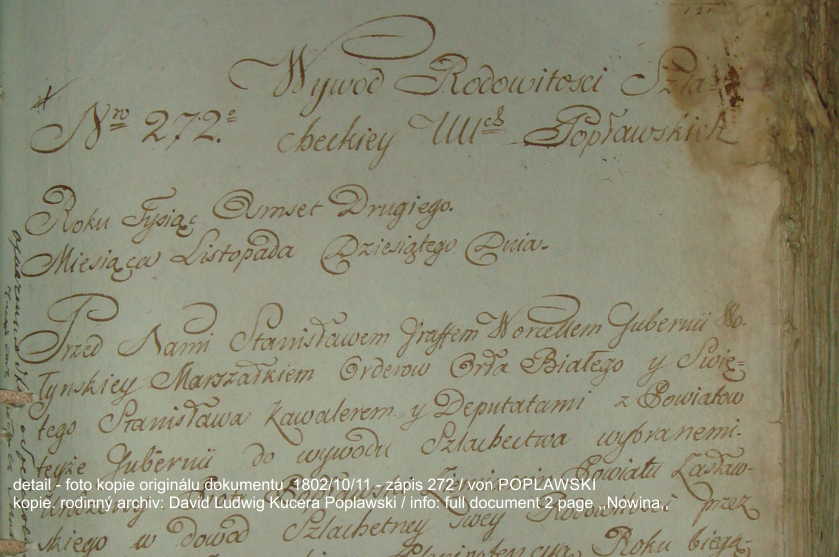
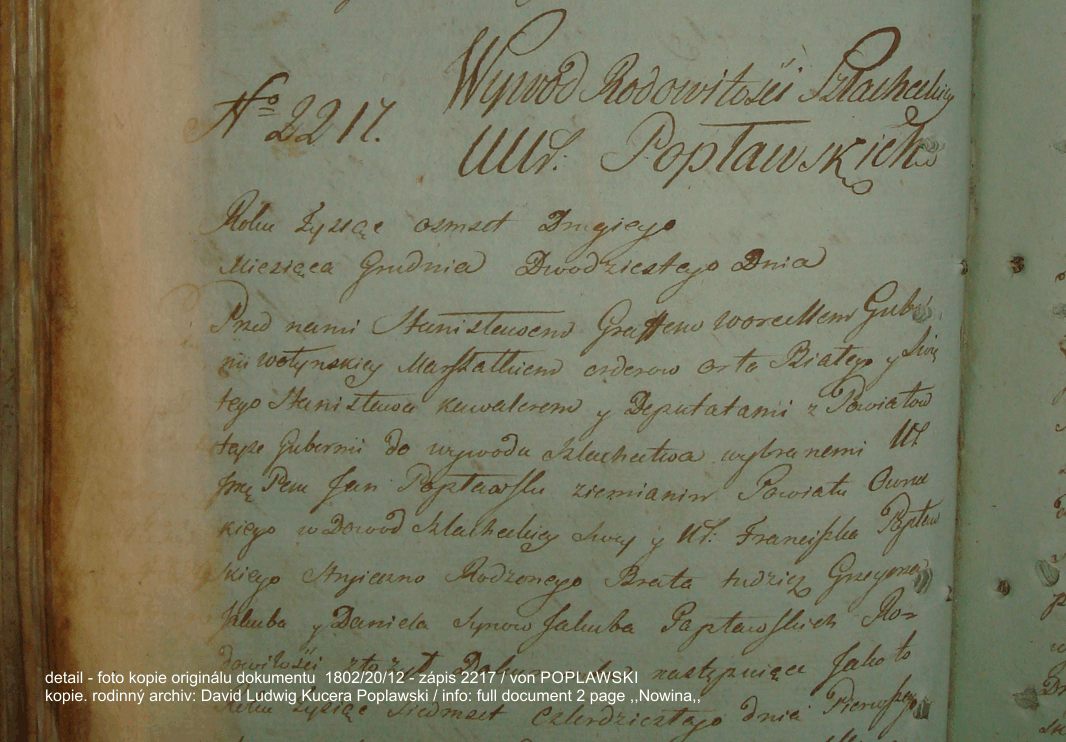

- Šlechtické zápisy – Poplawští – fotokopie opriginálů 1802“

## Sňatky šlechtické

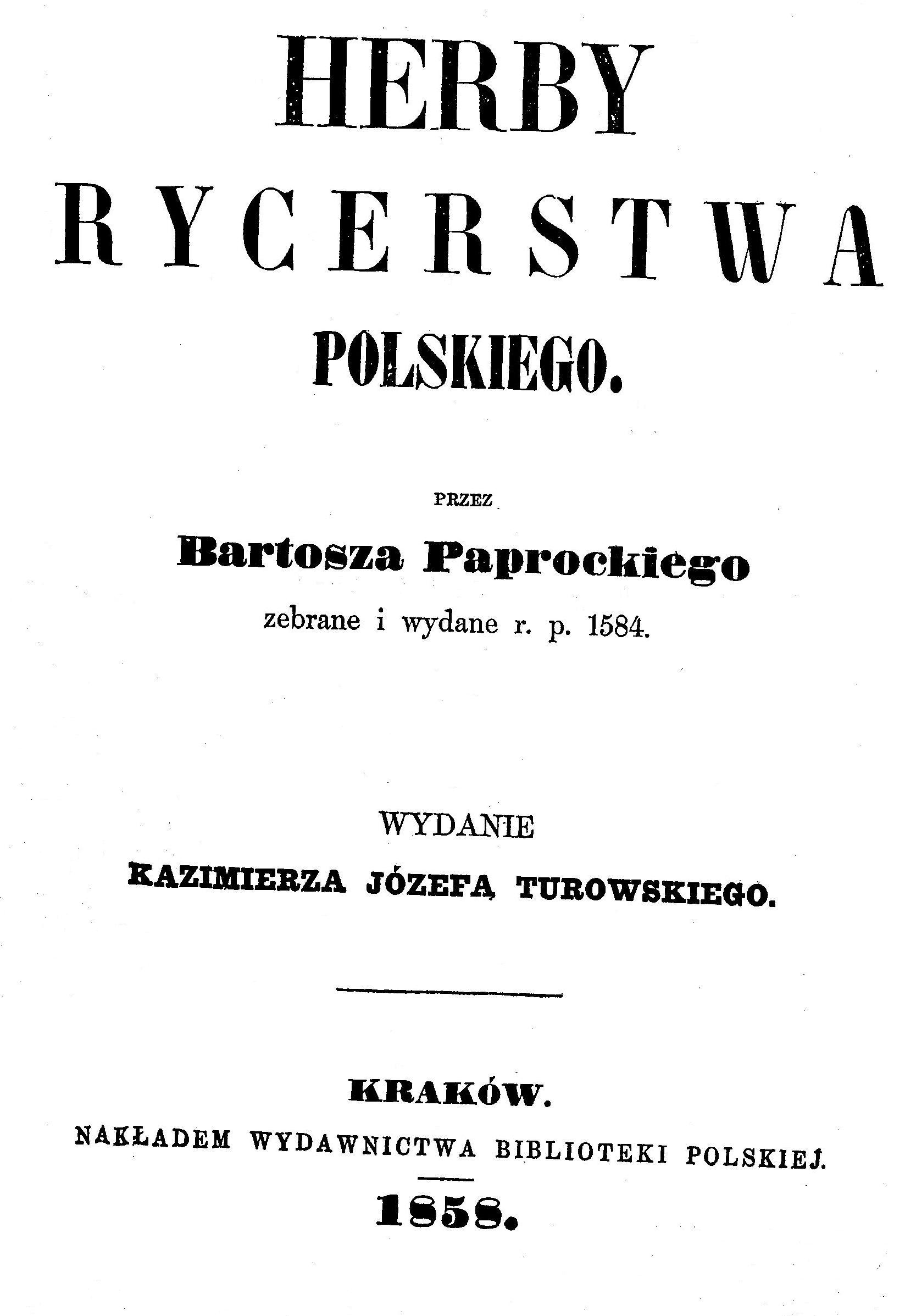
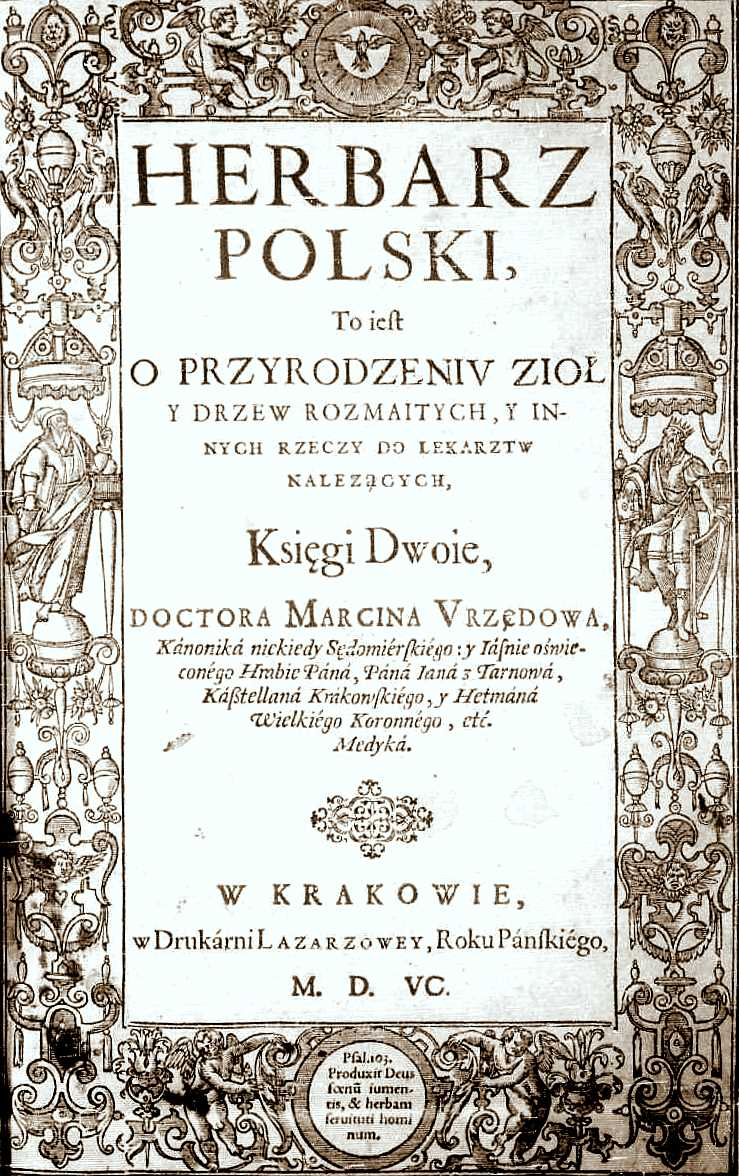
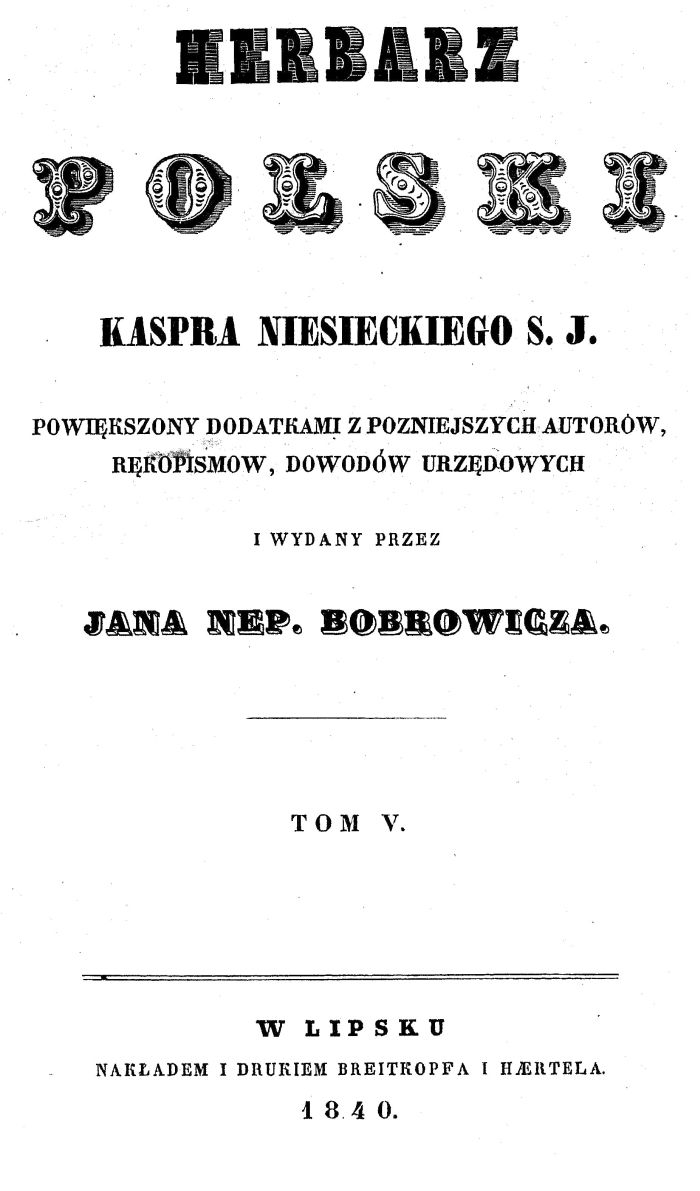
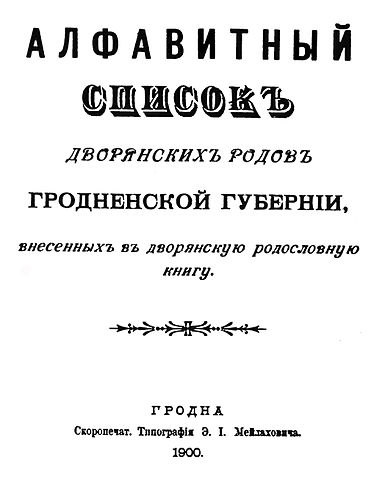
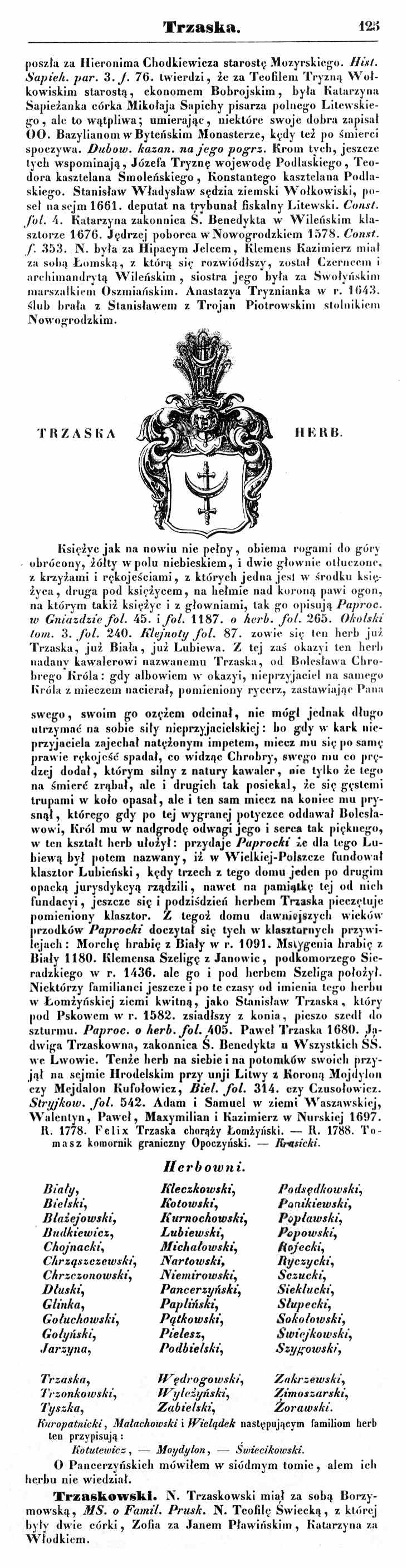
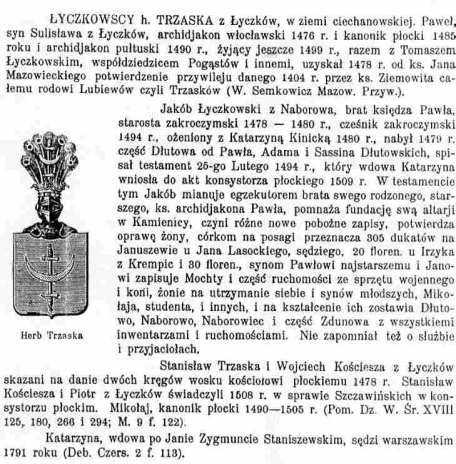
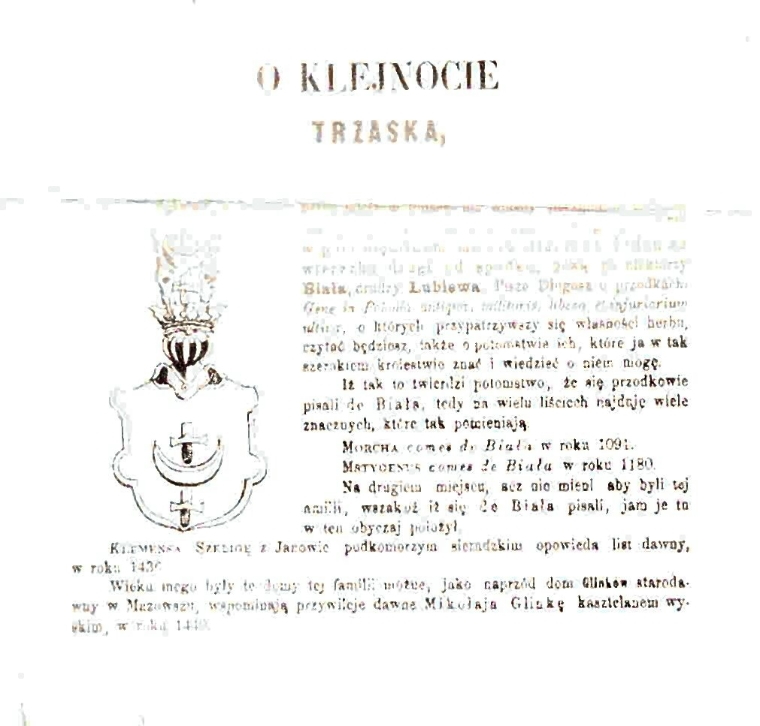
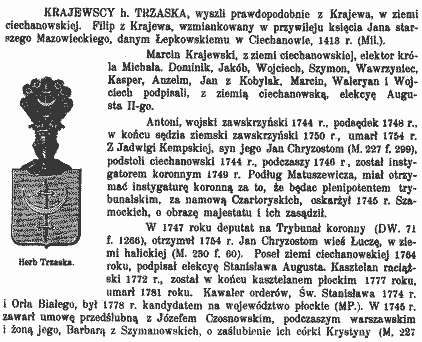
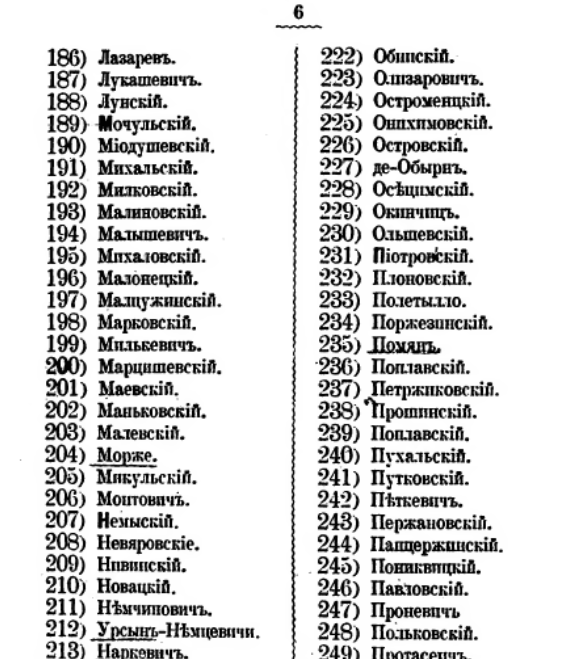

Neúplné
- 1558? – přivdaná dědičná šlechtična Kateřina de Zachary
- 1858 – přivdaná dědičná šlechtična římskokatolického vyznání, Jadwiga Iosifovna, roz. Ventskovská
- 1900 – přivdaná dědičná šlechtična Olga rozená Jurkiewiczová (1882–1933)

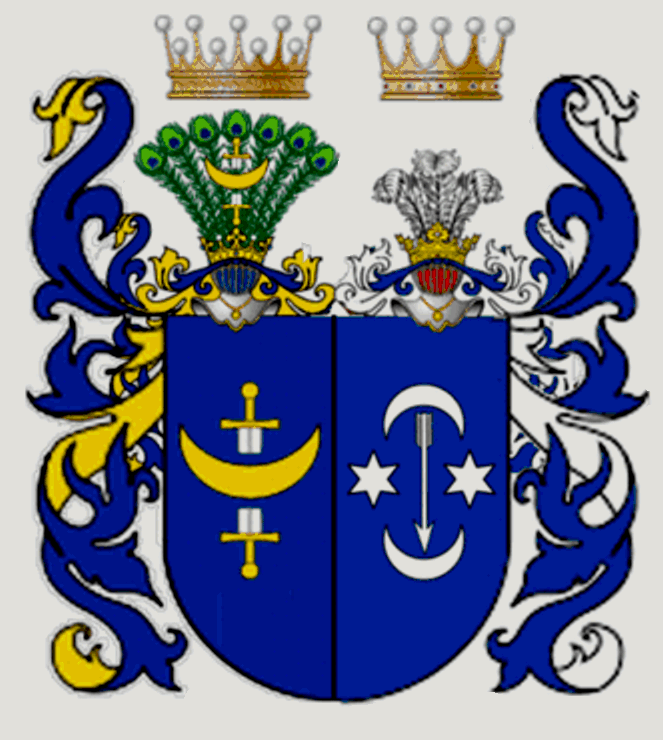
1900
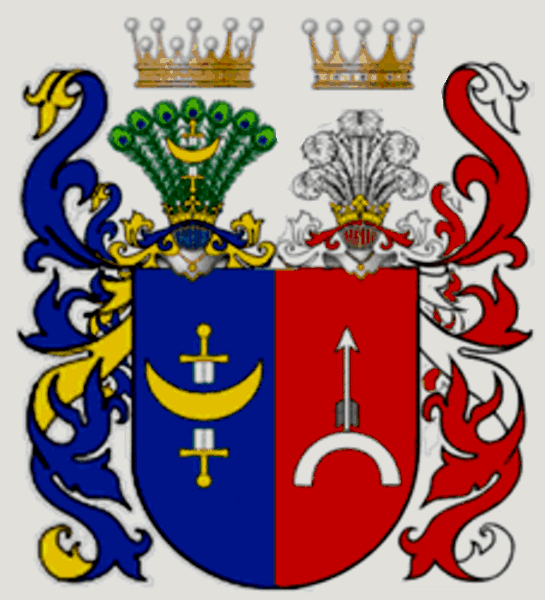
1858

## Sběratelství – rodinná sbírka
Ivan-Yan Ivanovič Poplawski byl následníkem rodinné tradice ve sbírání uměleckých děl. Sbírku zahájil jeho otec – Ivan Bartolomějevič Poplawski. Od roku 1884, Dr. Ivan-Yan Poplawský podnikal dlouhodobé cesty do zahraničí, kde navštěvoval muzea a významné galerie za účelem doplnění rodinné sbírky. Při tom rozšiřoval své znalosti z dějin umění. V roce 1885 už byl známým sběratelem a členem Carské společnosti pro podporu umělců. Během let 1884–1914 navázal úzké přátelství s Petrem Semjonovem Tjan Šanem, jedním z předních odborníků na Holandské malířství 17. století. Spojovala je vášeň k nalezení vzácných děl a zájem o malby zatím málo známých umělců. Krátce před svou smrtí v roce 1914, Peter Semenov Tyan Shan prodal své nejlepší díla ze sbírky také Poplawskému. Zbývající obrazy byly umístěny do Ermitáže. V dubnu 1917, na aukci v Petrohradě Poplawský získal nejcennější část sbírky od sběratele Ocočinského. Dr. Poplawský kupoval obrazy v Petrohradu u obchodníků se starožitnostmi, Kirilova, Ermolaeva, nebo restaurátorů obrazů Zimmermanna a Sidorova. Účastnil se mnoha dalších aukcí a prodejů. Svou sbírkou zapůjčoval na charitativní výstavy nejen v Petrohradě, ale také v mnoha ruských provinčních městech. Kolekce Dr. Poplawského v Petrohradě, byla jednou z nejucelenějších a harmonicky nejvyzrálejších vizuálních sbírek Nizozemských, Vlámských a Italských maleb. Byl první Ruský soukromý sběratel, který sbíral v chronologickém pořadí v celé historii vlámské malby, formou jediné souvislé historické a umělecké linie. Archivní informace popisující díla a fotografie ze sbírky Poplawského během jeho života, jsou ve Státním úřadu dokumentů o dějinách umění a ikonografie v Haagu, kompilace Dr. C. Hofstede de Groot.
Nejcennější, podle odborníků, jsou tyto obrazy: „Kristus, klesající pod křížem“ v prvním původním náčrtku Rubense, (1612 ÷ 1615, olej na dubové desce, 65 x 47,5 cm inventární číslo Národního muzea – 35 794) – v roce 1939 bylo přijato v Krakově (číslo 84 v katalogu zabavených uměleckých děl) , ztratil se v lednu 1945 v Dolním Slezsku, „Portrét muže“ od Rembrandta; „Matrona, sedí na židli,“ Anthony van Dyck; „Muž který jí čočku,“Jacob Jordaens; „Benátský Admirál v brnění,“ Jacopo Tintoretto; „Útok psů na labutě“, Yan Feyt; „St. Jerome v divočině,“ José de Ribera; „Scéna u studny,“ Jan Steen; „Žena“, Adriaen van de Venne, „Květiny ve skleněné váze“ Jakob van Walscapelle (olej, plátno, 76 x 61,5 cm), v roce 1944 obraz odvezen při Německé okupaci, 1998 nabídnut k prodeji v aukci Sotheby's; v roce 2001 byl obraz vrácen do Národního muzea v Polsku.
V roce 1924 Poplawský opustil Leningrad a bydlel ve Varšavě.
Vzhledem k situaci v Rusku vyvezl Poplawský nejcennější část své sbírky do Polska. Využil možnost sbírku odvést z už Sovětského Ruska a představil ji ve Varšavě. Po jeho smrti v roce 1935 se tato hlavní sbírka do Ruska už nikdy nevrátila. Polské národní Muzeum ve Varšavě, kde jsou dnes obrazy umístěny, disponuje pouze neověřenými doklady o darování od zesnulého občana Ruska, Dr. Poplawského. Doklady jsou bez podpisů a razítek.
Smrt Poplawského v roce 1935 v centru Varšavy nebyla řádně zdokumentována a důvod smrti není přesně uveden.
V „Katalogu výstavy obrazů ze soukromé sbírky Dr. Ivan Poplawski, Varšava 1936“ je 103 maleb evropských obrazů, včetně obrazů známých umělců, jako jsou: Anthony van Dyck, Jacob Jordaens, José de Ribera, Cornelis, Lucas, Mostaert Archivováno 4. 4. 2017 na Wayback Machine., Rembrandt, Rubens, Tintoretto, Jan Steen atd.
Poplawski se stal v Polsku i Rusku zapomenutým sběratelem.
Jeho sbírka je ale považována za vzácnou a je chloubou Národního muzea ve Varšavě. Mezi jeho obrazy jsou skutečná mistrovská díla vhodná pro nejlepší muzea na světě. Popis sbírky západních evropských mistrů 13.–18. století je stále ohromující.

Sbírka Poplawských v Národním muzeu ve Varšavě – některá díla
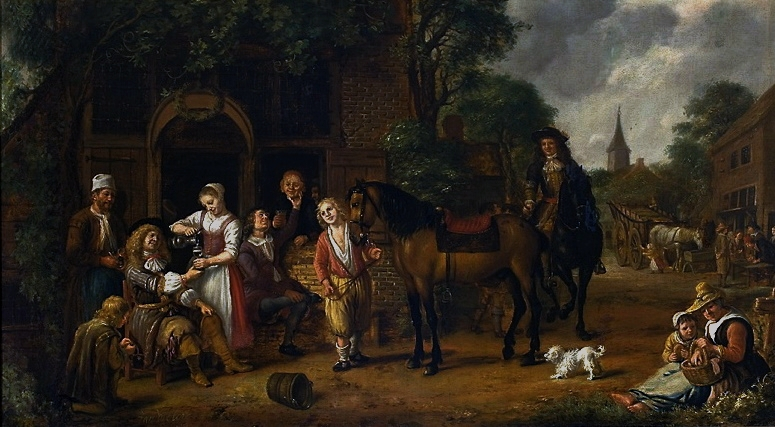
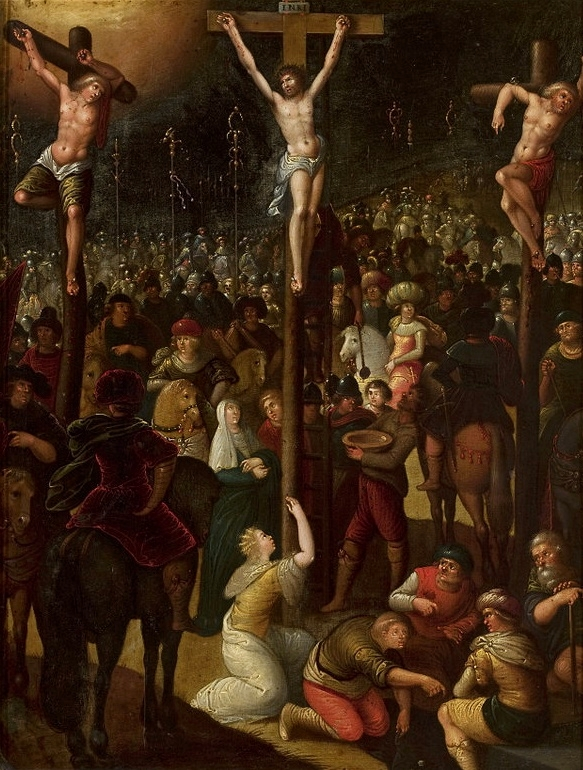
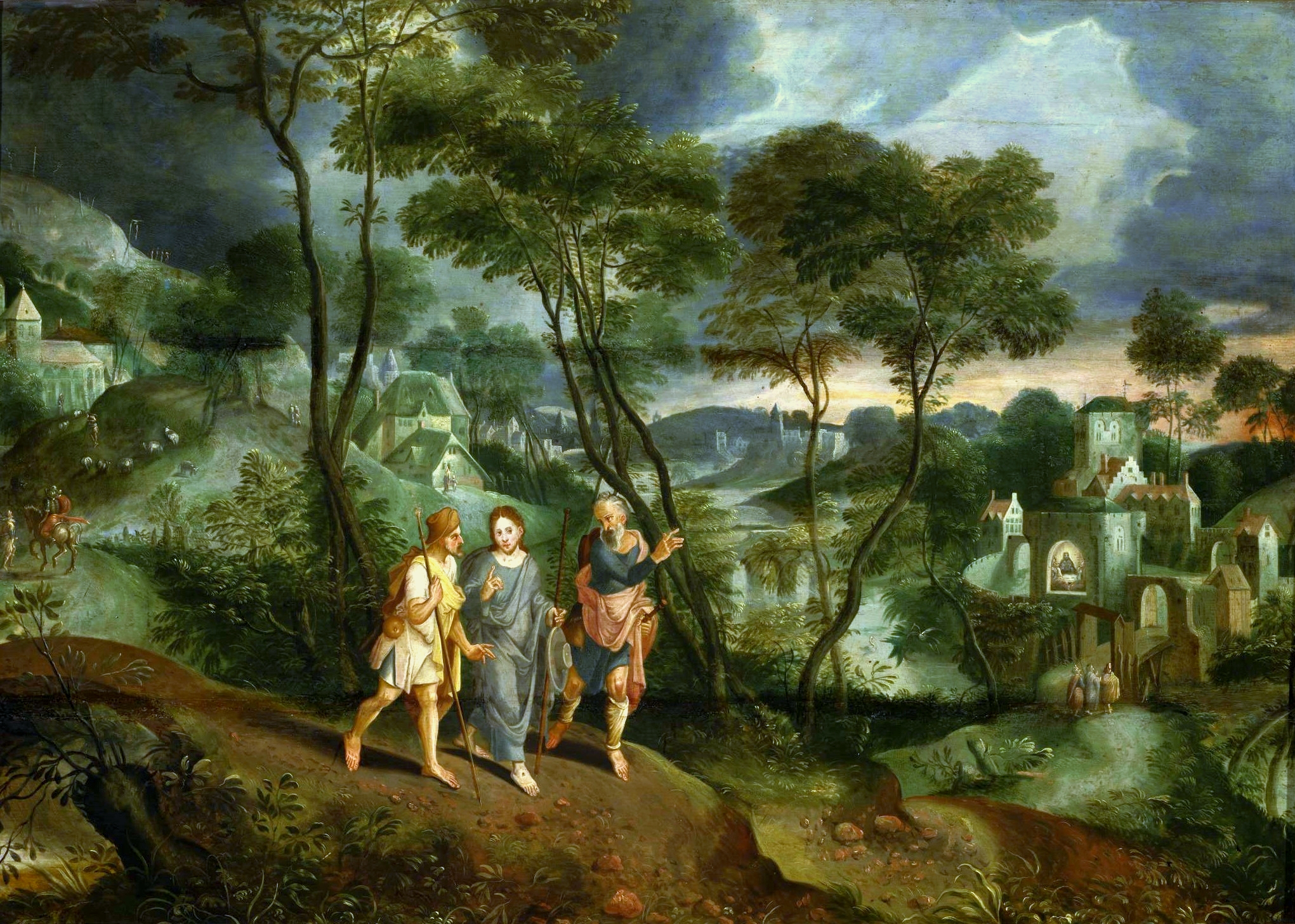
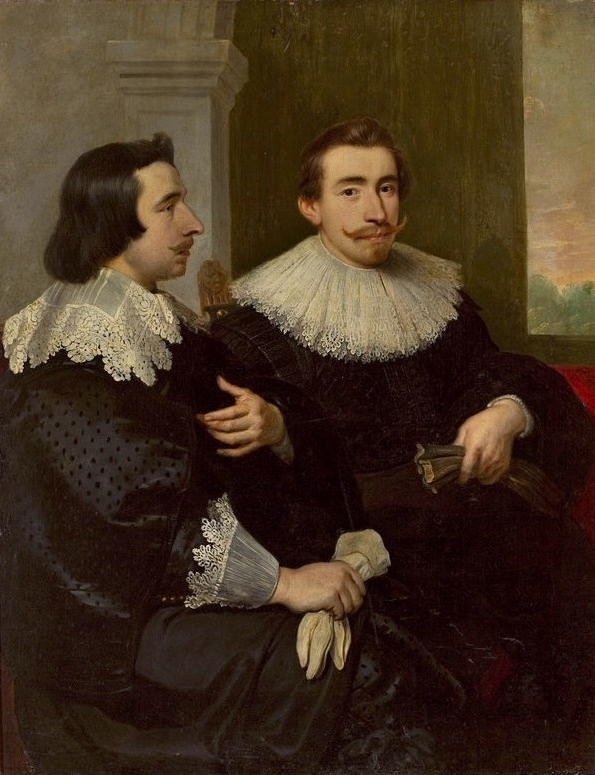
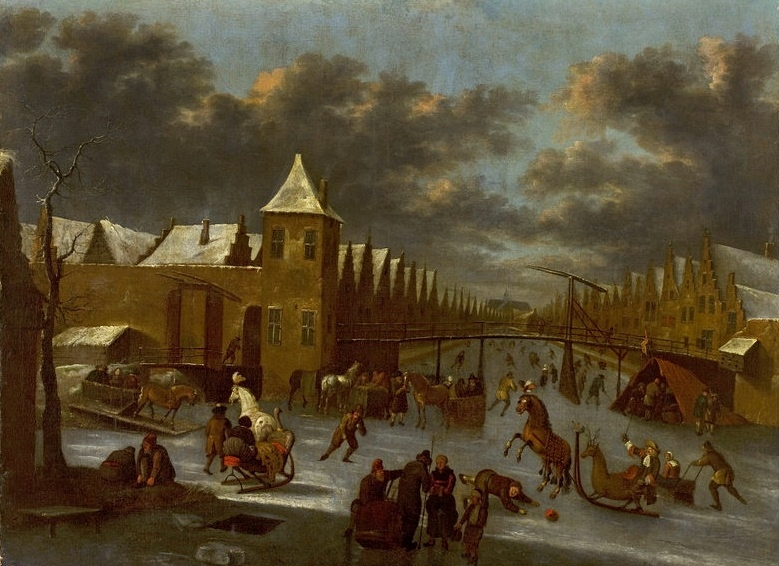
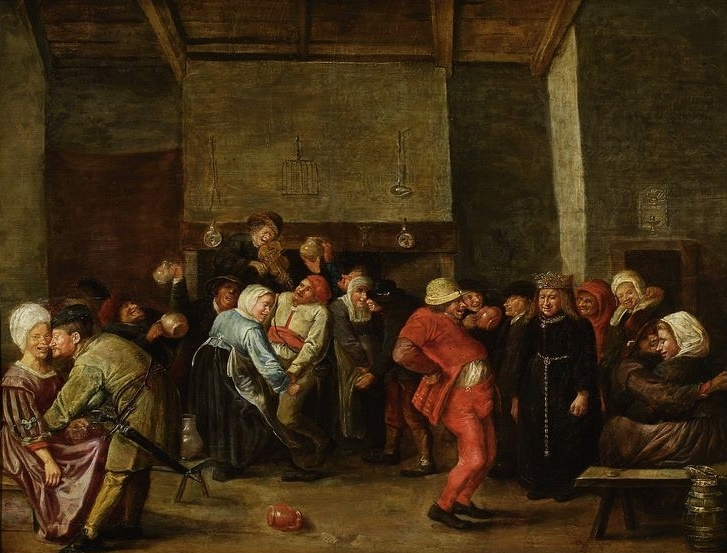
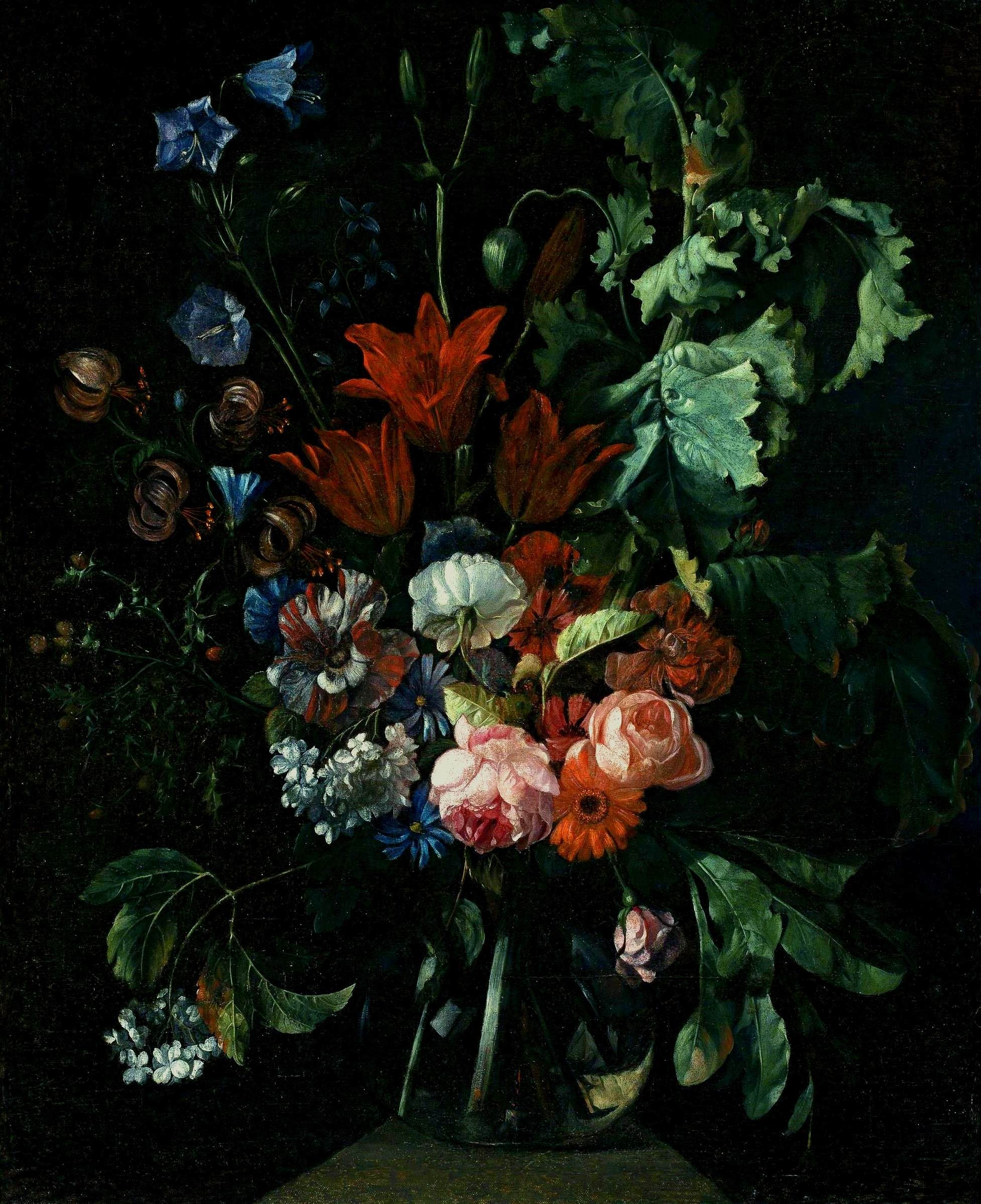
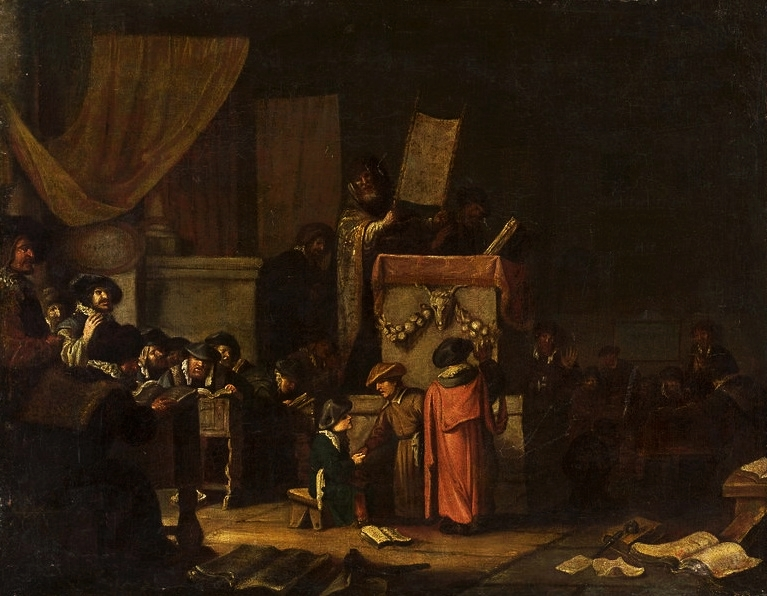
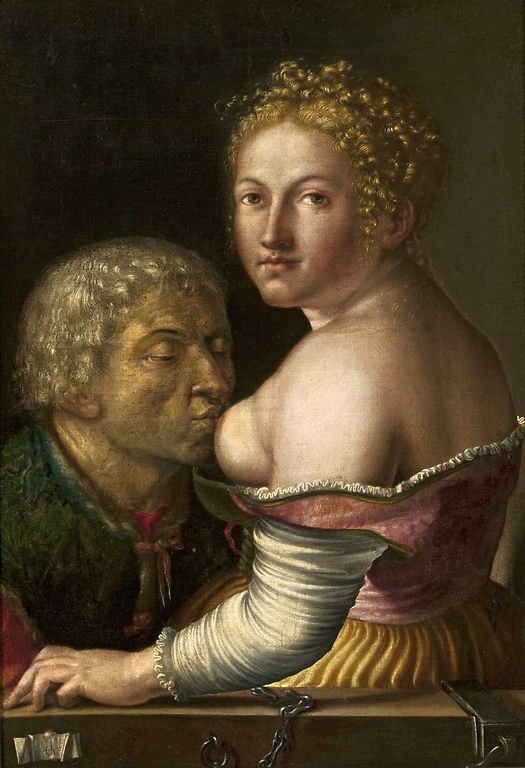
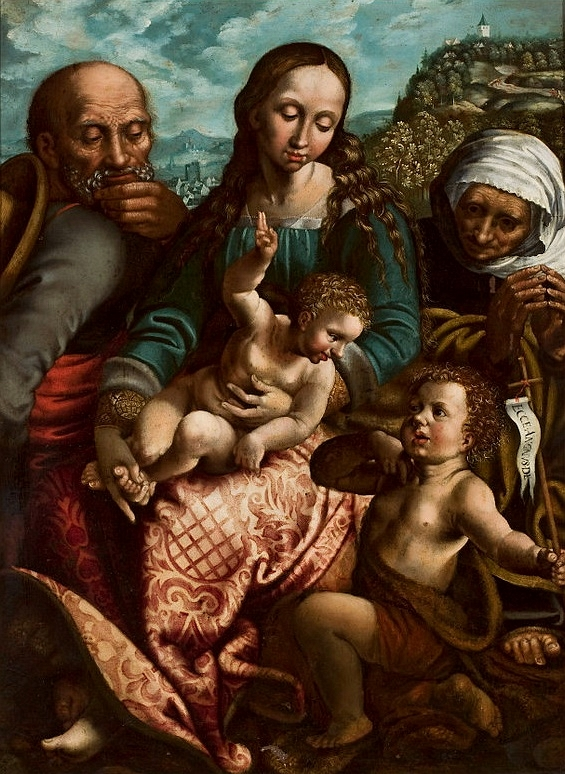
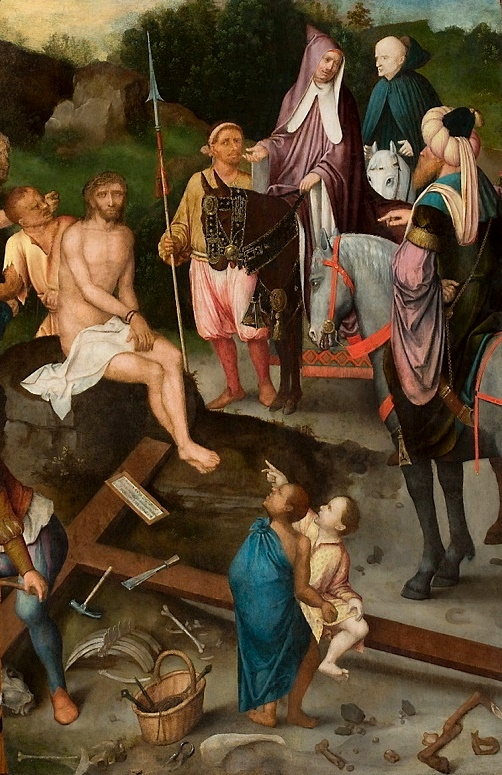
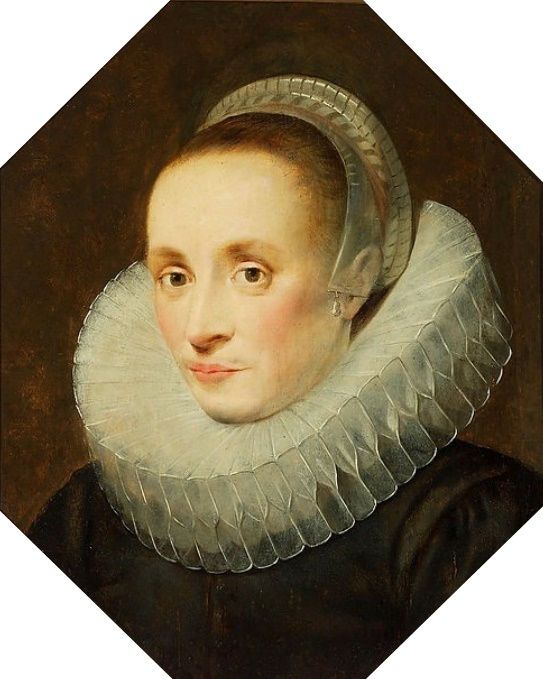
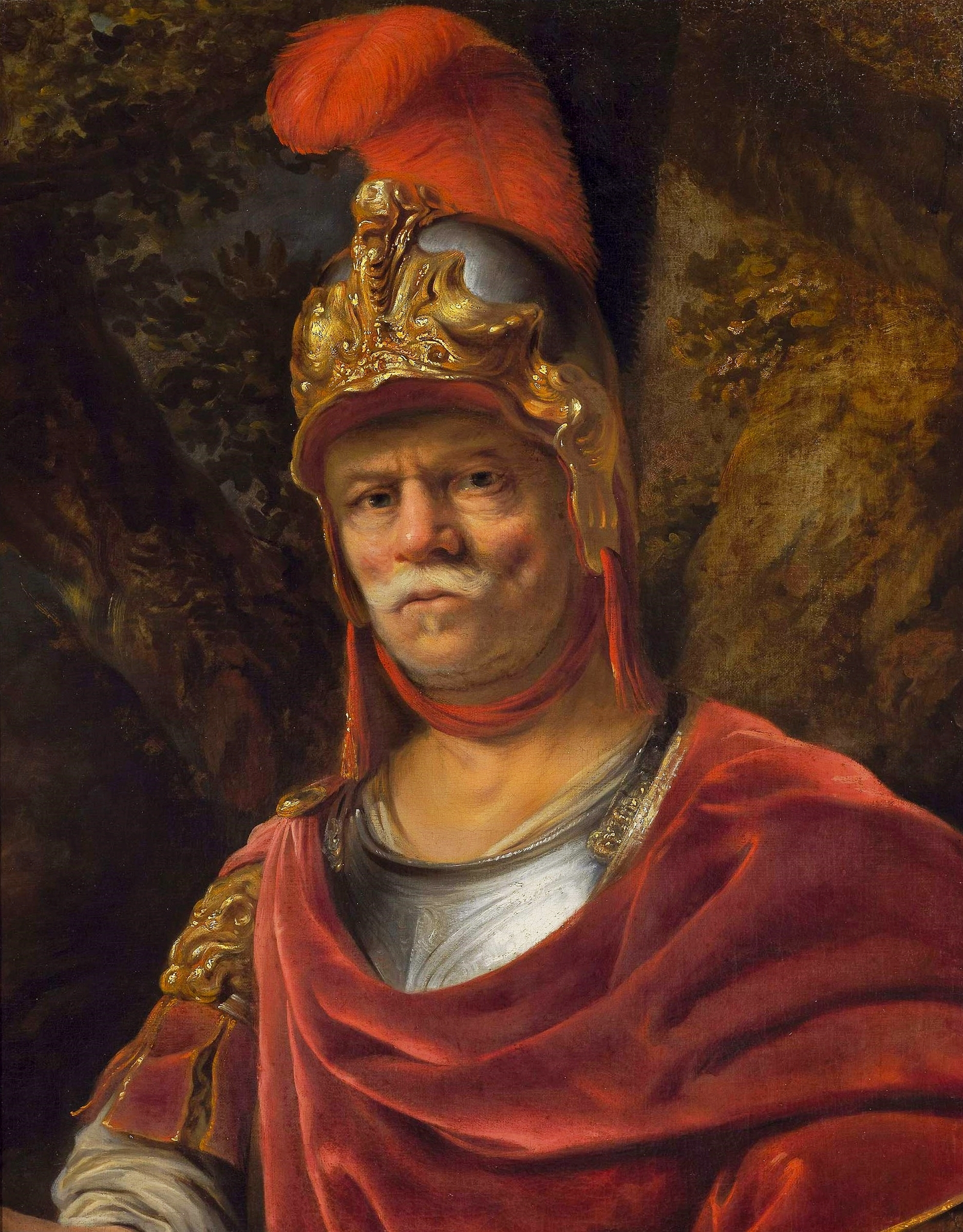
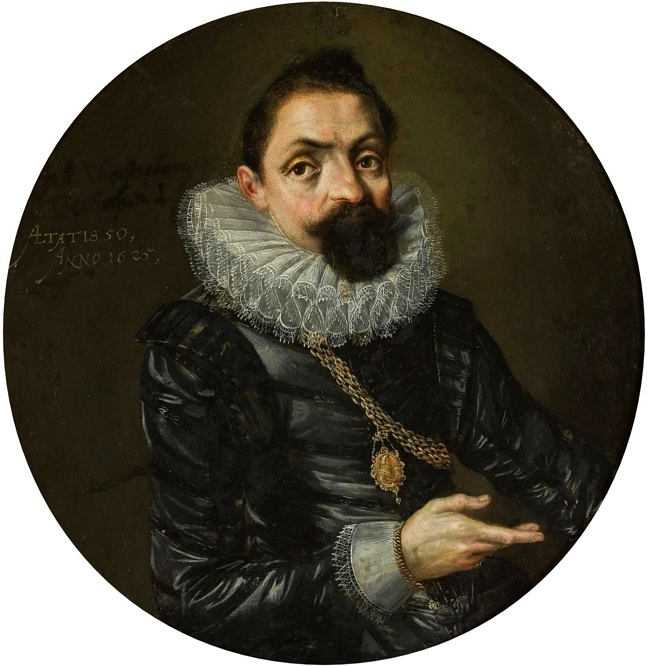
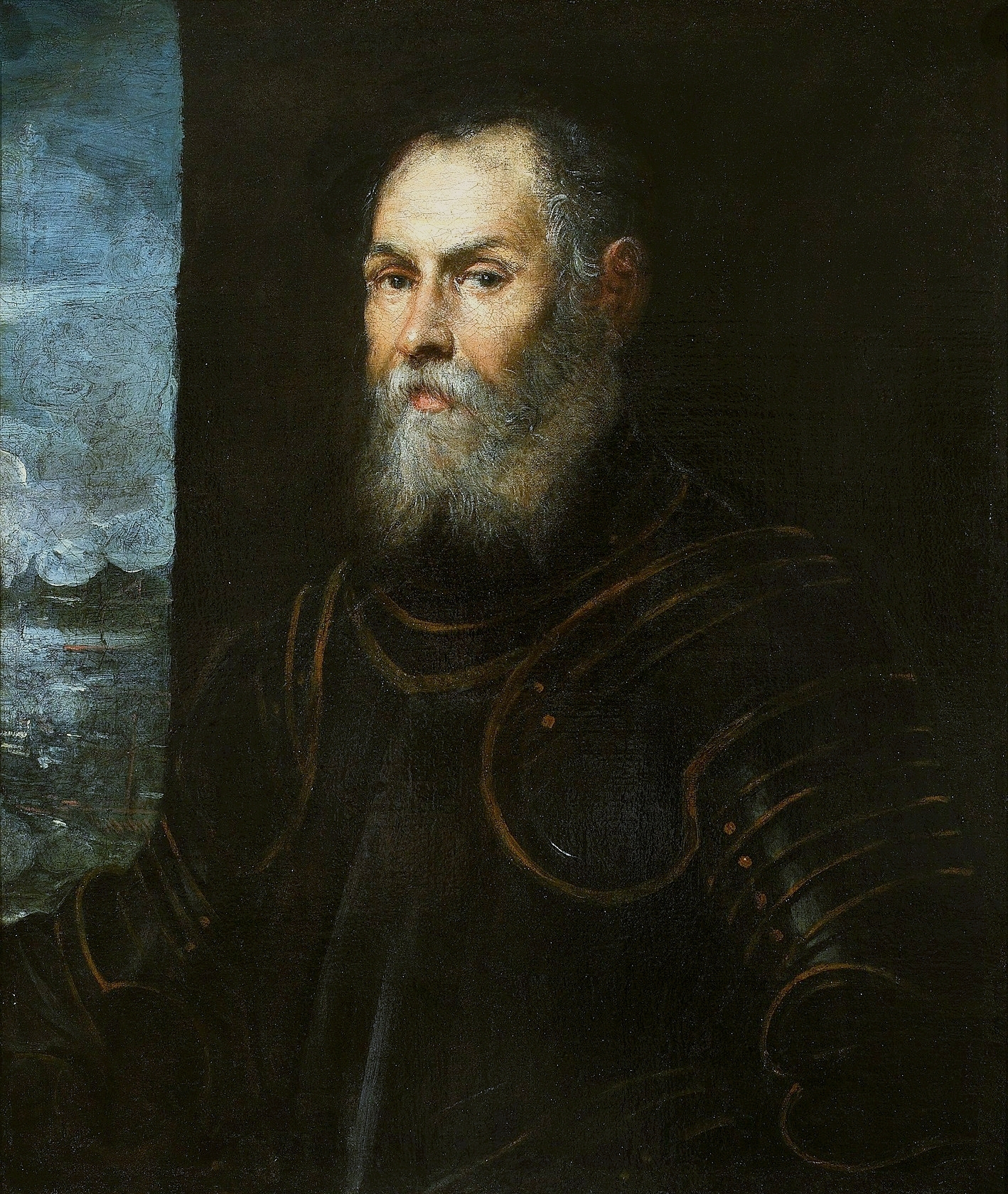
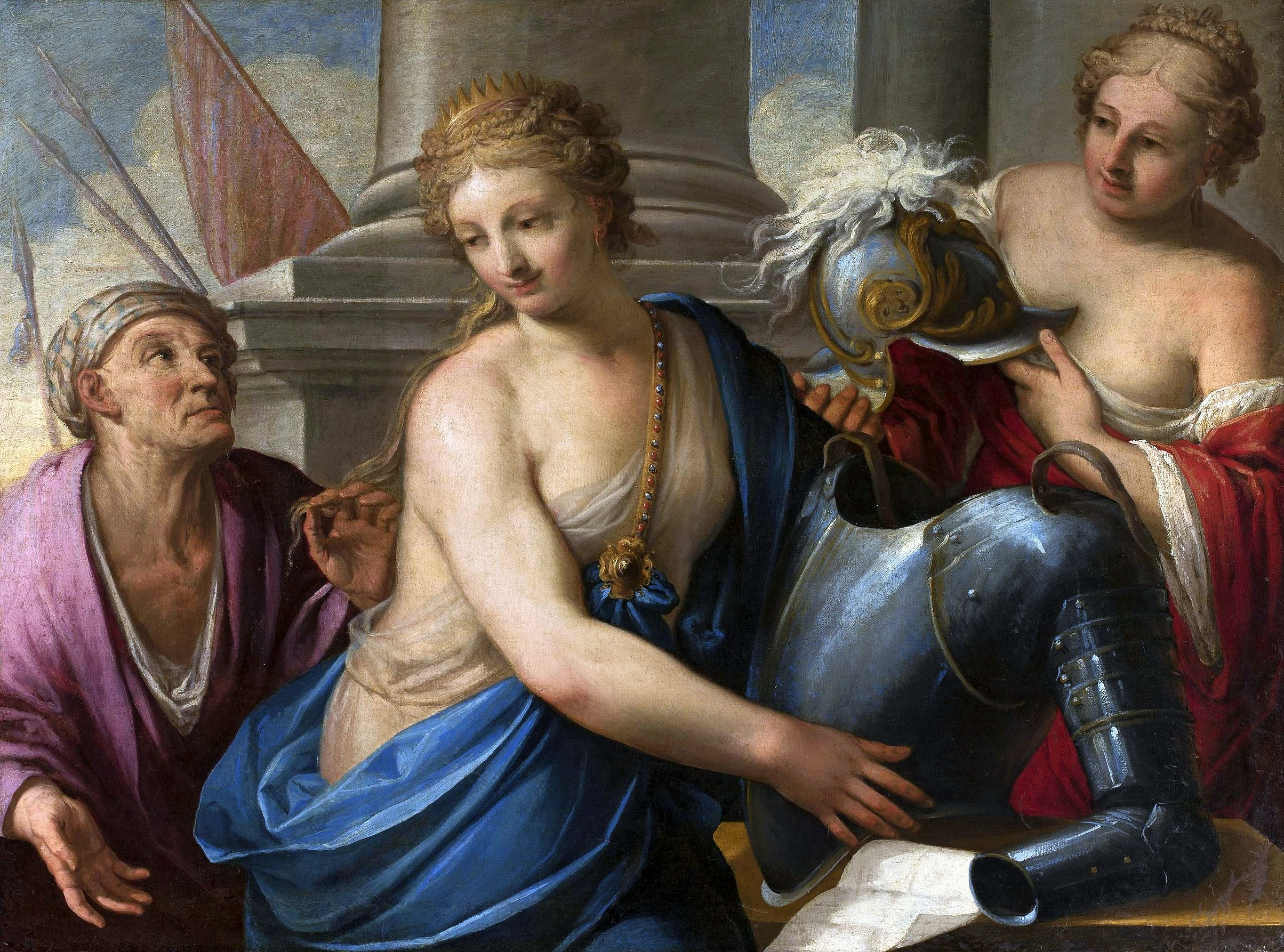
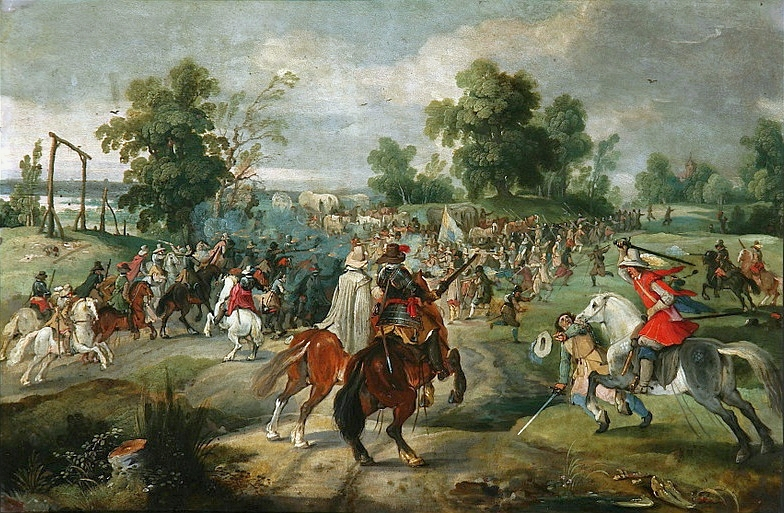
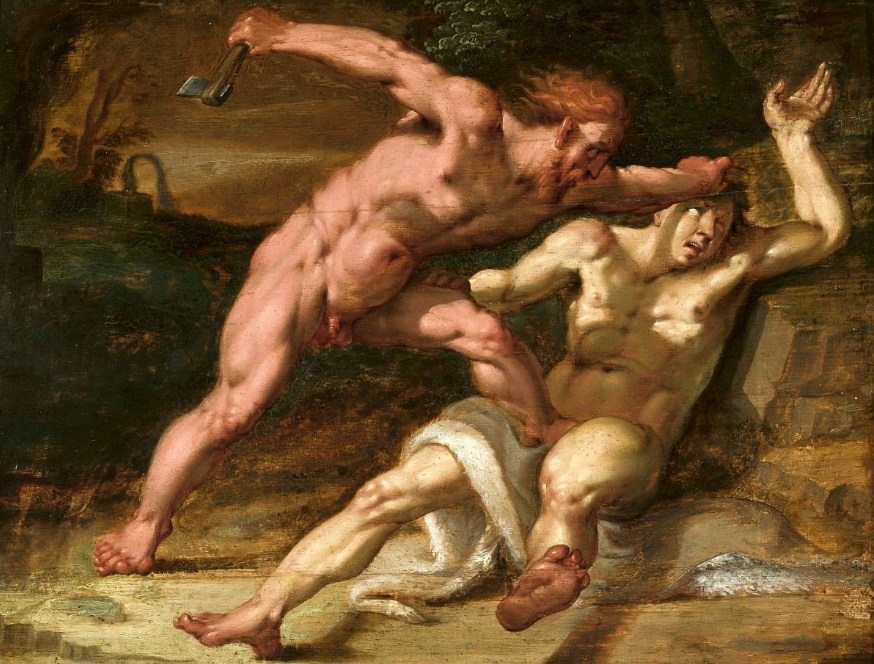
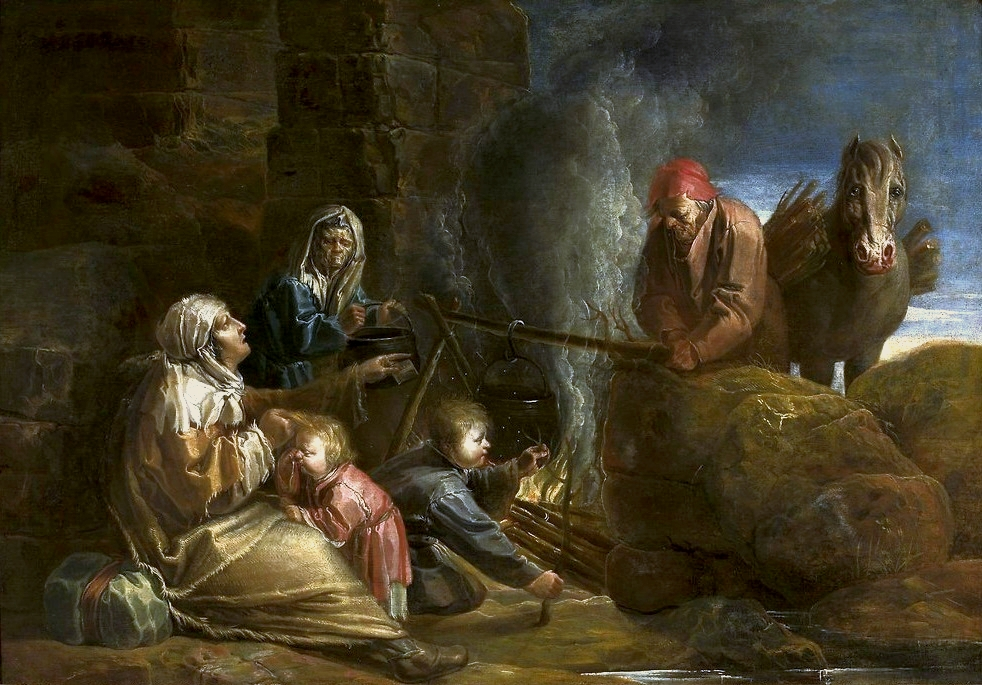
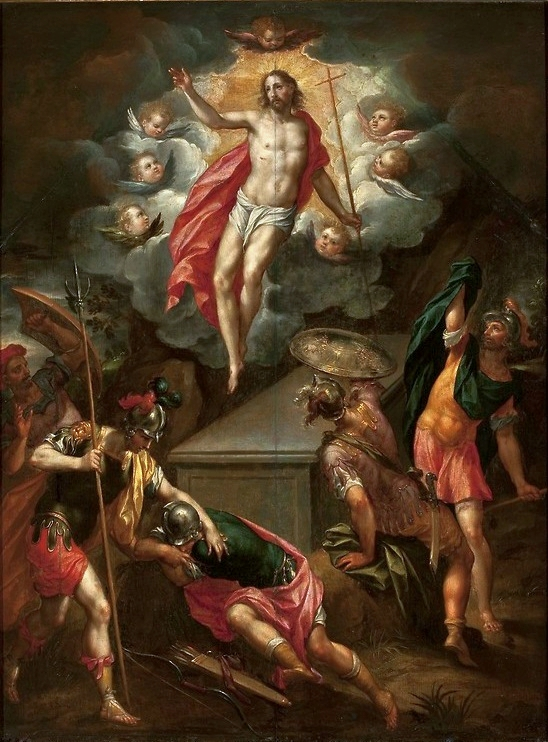
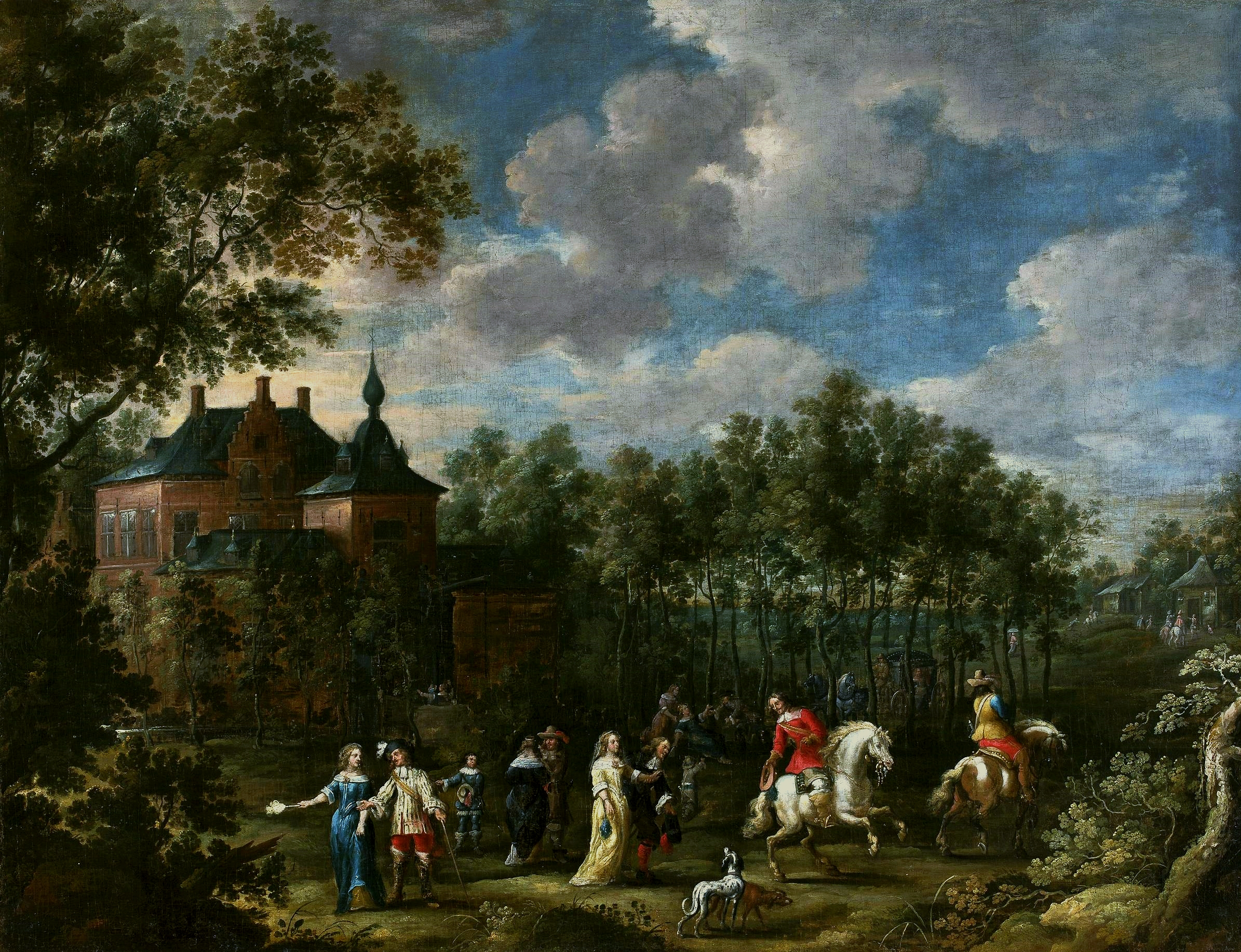
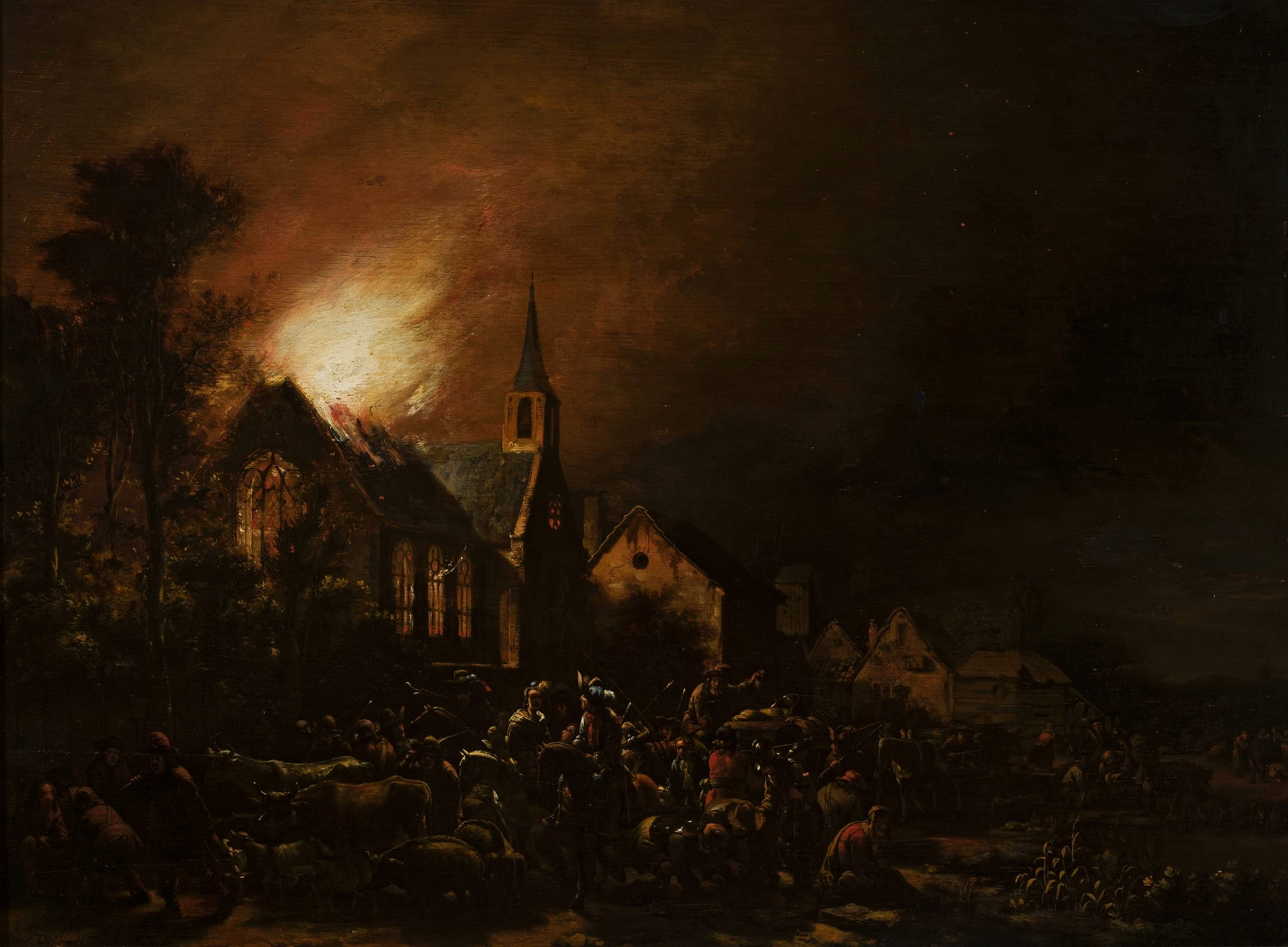
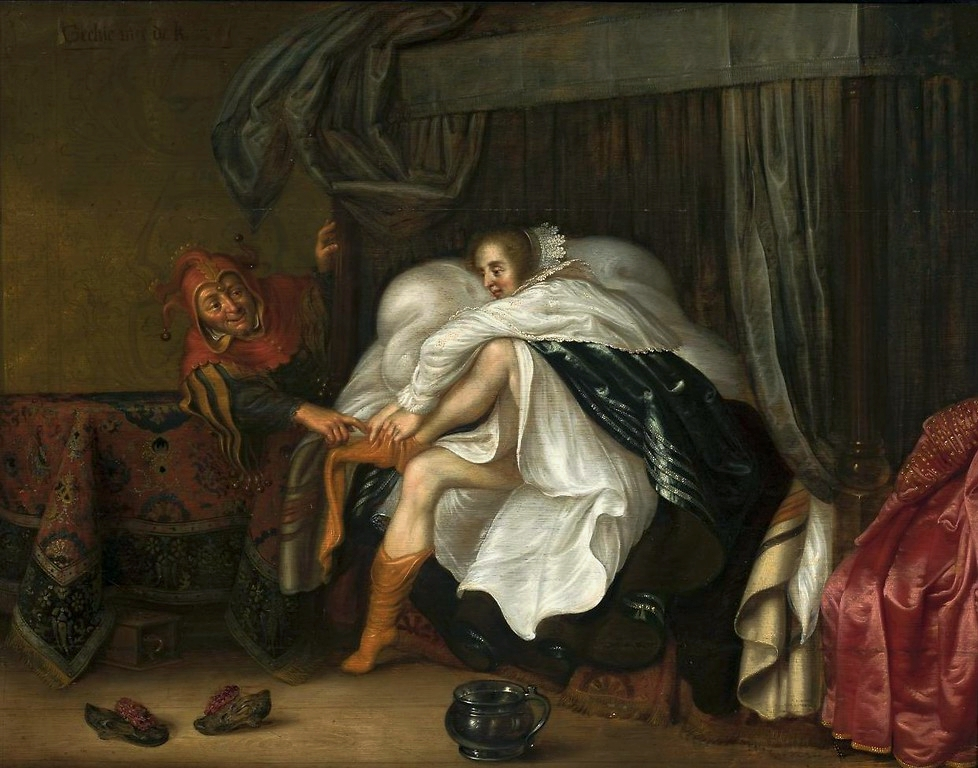
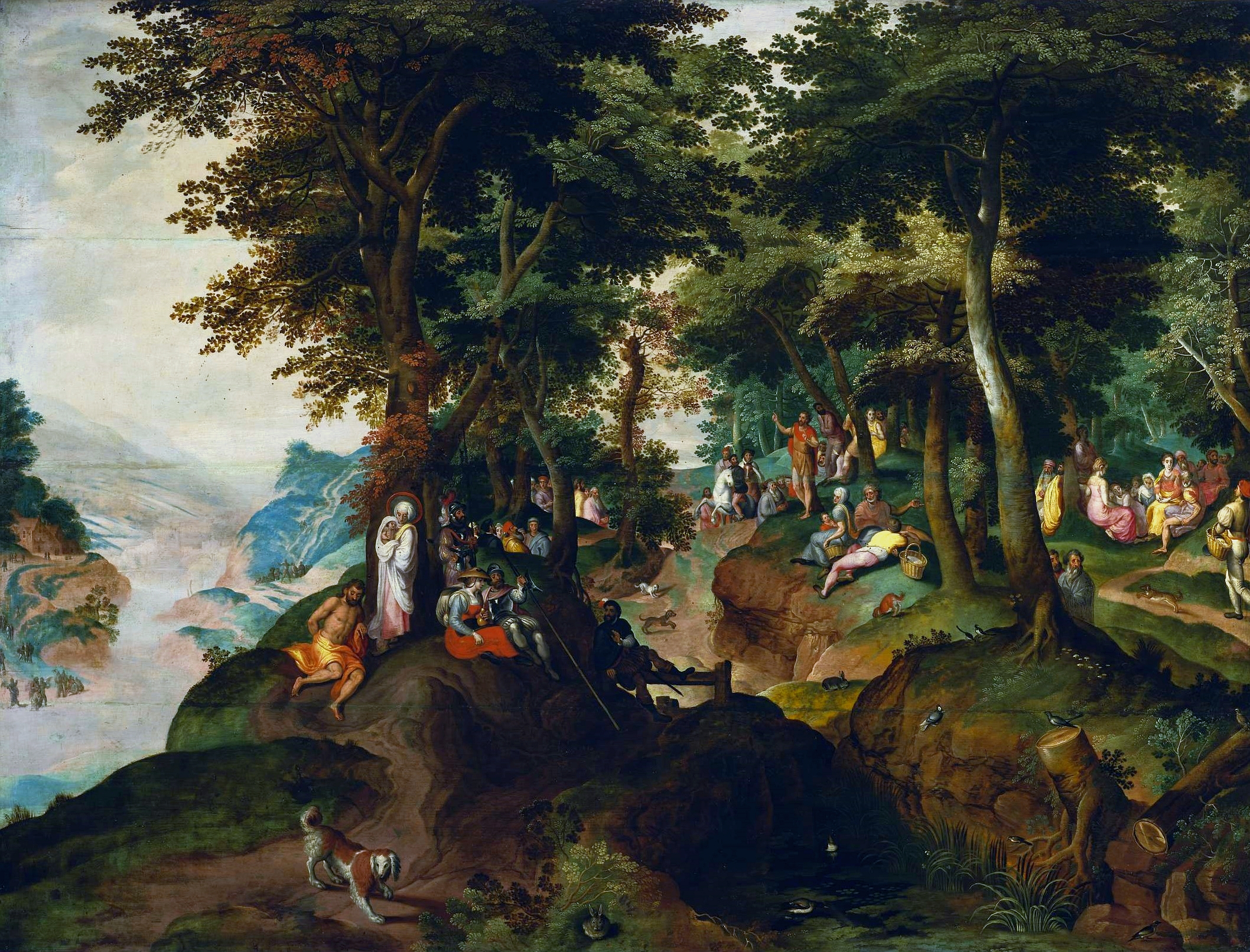
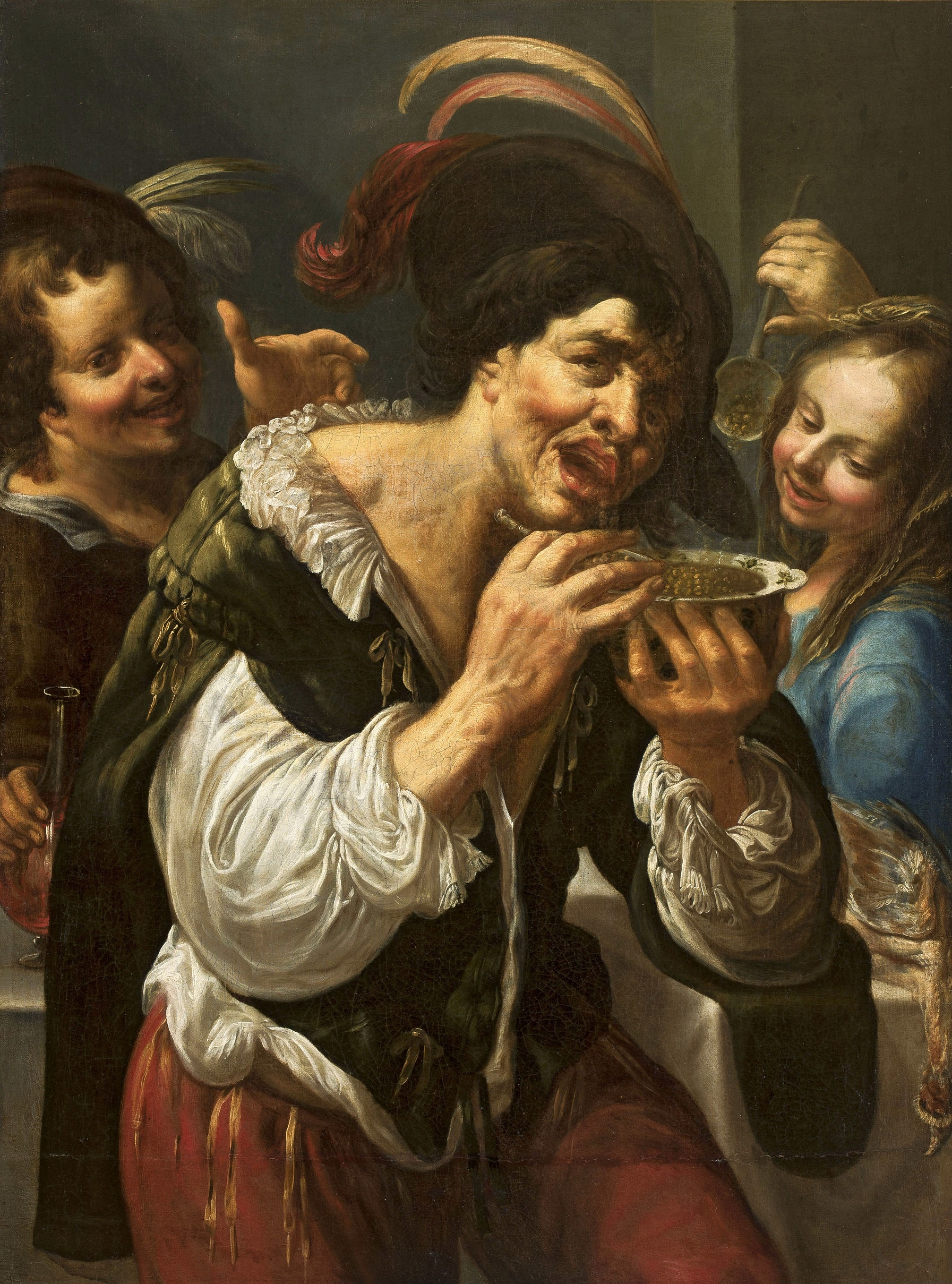

### Druhá část sbírky umění
Kromě výše zmíněné části sbírky, bylo obsahem víc než 300 děl západoevropských mistrů a jejich maleb, ale také další umělecká díla a starožitnosti. Přesný osud této části sbírky která zůstala v Rusku není znám.

### Třetí část sbírky
Třetí část sbírky, která byla vyvezená z Ruska, a nebyla součástí sbírky umístěné ve Varšavském muzeu, shořela při požáru domu za Německé okupace. Poplawští měli sbírky nábytku, porcelánu a umění umístěné ve svém bytě o šesti místnostech v ulici Elektoralna Archivováno 19. 4. 2017 na Wayback Machine. Obrazy přesunuli do klenutého sklepa se silnými zdmi, ale ani to je neochránilo před zničením během požáru.